# Enrico Gamba
Enrico Gamba, né le 3 janvier 1831 à Turin et mort le 19 octobre 1883 à Turin, est un peintre italien de scènes de genre, de pièces d'époque et de quelques portraits.

## Biographie

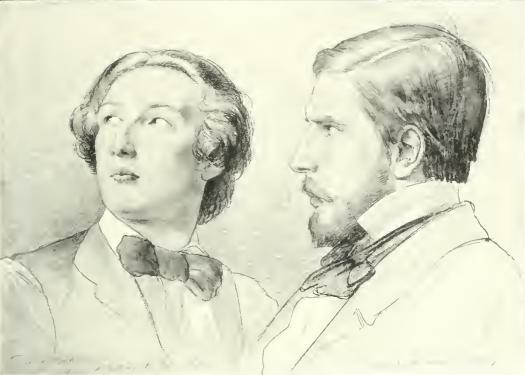
Frederic Leighton et Enrico Gamba ; portrait par Eduard von Steinle (1852)

Enrico Gamba est né le 3 juin 1831 à Turin. Il est le fils de Alberto, doyen de la Chambre des Commissaires aux comptes, nommé baron en 1835 par le roi Charles Albert, et de Marta Borgnis de Mannheim.
Il est le frère cadet de Francesco Gamba (en), qui était déjà bien établie en tant que peintre lorsque Enrico était encore un garçon. À l'âge de douze ans, il est inscrit à l'Accademia Albertina, où il étudie avec Michele Cusa (en), Giovanni Marghinotti et Carlo Arienti.
En 1850, il se rend en Allemagne, où il étudie à l'École Städel de Francfort avec Eduard von Steinle. Après avoir obtenu son diplôme, il part en tournée en Europe du Nord avec son ami, le peintre anglais Frederic Leighton, puis retourne en Italie, où ils fréquentent l'Antico Caffè Greco et est influencé par Friedrich Overbeck.
Ses premières expositions d'envergure ont lieu en 1854, à laPromotrice di Torino, et en 1855 à l'Esposizione di Brera, où il présente l'une de ses œuvres les plus connues, Les Funérailles de Titien, qui est achetée par la Famille Royale. La même année, il  visite l'atelier de Leighton à Paris et obtient un poste d'enseignant à Albertina. Trois de ses plus célèbres élèves sont Luigi Capello, Giovanni Battista Quadrone (en) et Canuto Borelli (en).
En 1860, le Ministère de l'Instruction Publique lui commande une peinture de scène du roi Victor-Amédée II venant en aide aux victimes de la Guerre de Succession d'Espagne. Le tableau, achevé en 1864, est exposé à l'Exposition universelle de 1867.
Après l'unification italienne, il se consacre principalement au travail institutionnel sur les scènes patriotiques de la période du Risorgimento. En 1872, il crée une autre œuvre bien connue, montrant le dramaturge Carlo Goldoni en train d'étudier les gens du peuple pour s'en inspirer. Il a été présenté lors d'une grande exposition à Venise.
Il collabore avec Andrea Gastaldi à la restauration de la cathédrale de Chieri et, de 1882 à 1883, il peint quelques chemins de croix pour l'église San Gioacchino de Turin. Il a également peint deux rideaux pour les théâtres de Baltimore et Buenos Aires.
Enrico Gamba est mort le 19 octobre 1883 à Turin.

## Œuvres

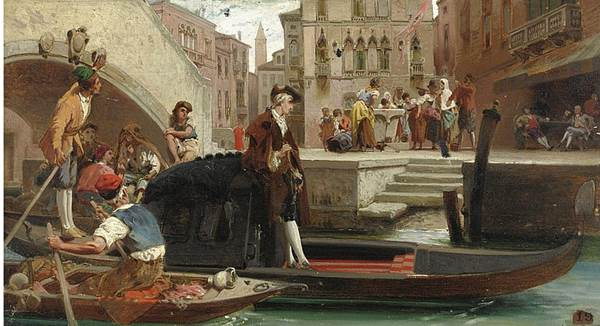
Carlo Goldoni en quête d'inspiration

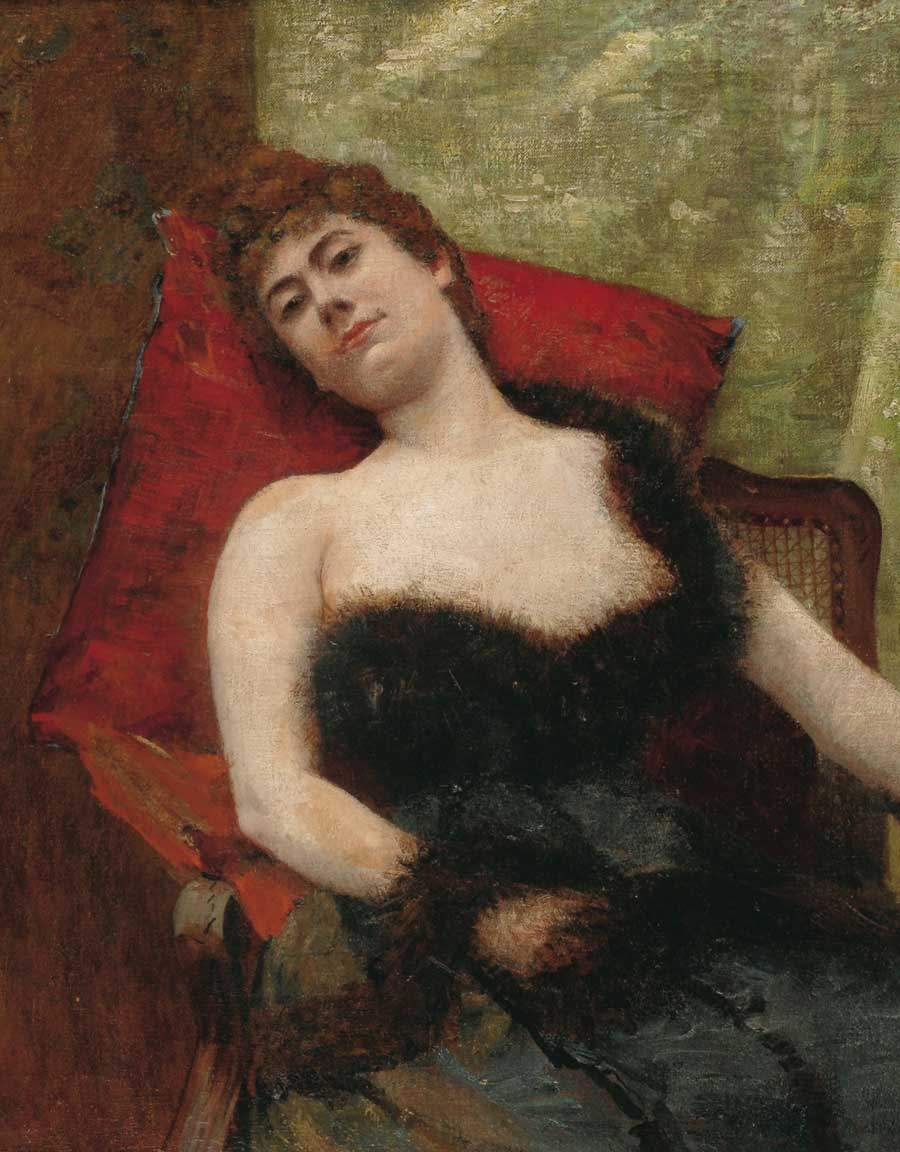
Le Repos.

### Turin, Galerie d'art moderne
- I funerali di Tiziano (1855)
- L'assassinio di Paolo Sarpi (1859)
- Francesco Foscari (1862)
- Goldoni, studiando dal vero (1872)

### Milan, Pinacoteca di Brera
- Giovanni Huss in carcere (1857)

### Rome, Galerie Nationale d'Art Moderne
- Vittorio Amedeo II soccorre i danneggiati dalla guerra (1864)

### Gênes - Nervi, Galerie d'Art Moderne
- Il voto di Annessione d'Abruzzo (1861)

## Catalogue
- (it) Wunderkammer. Enrico Gamba tra purismo e accademia.. (catalogue de l'exposition) Fondazione Torino Musei, 2010  (ISBN 9788888103785)